# راندي لانيير
راندي لانيير (بالإنجليزية: Randy Lanier)‏ هو سائق سيارة سباق أمريكي، ولد في 22 سبتمبر 1954 في فرجينيا في الولايات المتحدة.

## روابط خارجية
- راندي لانيير على موقع DriverDB.com (الإنجليزية)